# Ochrocesis
Ochrocesis is een kevergeslacht uit de familie van de boktorren (Cerambycidae). De wetenschappelijke naam van het geslacht werd voor het eerst geldig gepubliceerd in 1867 door Pascoe.

## Soorten
Ochrocesis omvat de volgende soorten:
- Ochrocesis cyaneoapicalis Hayashi, 1982
- Ochrocesis evanida Pascoe, 1867
- Ochrocesis myga Kriesche, 1926